# Kazalnica (Ciemniak)
Die Kazalnica ist ein Berg in der polnischen Westtatra mit 1767 Metern Höhe im Massiv der Czerwone Wierchy. 

## Lage und Umgebung
Die Staatsgrenze verläuft über den Hauptgrat der Tatra. Die Twarda Kopa befindet sich nördlich vom Hauptkamm auf der polnischen Seite. Nördlich des Gipfels liegt das Tal Dolina Kościeliska, konkret sein Hängetal Dolina Pyszniańska.

## Tourismus
Die Kazalnica ist bei Wanderern beliebt. 

## Belege
- Zofia Radwańska-Paryska, Witold Henryk Paryski, Wielka encyklopedia tatrzańska, Poronin, Wyd. Górskie, 2004, ISBN 83-7104-009-1.
- Tatry Wysokie słowackie i polskie. Mapa turystyczna 1:25.000, Warszawa, 2005/06, Polkart, ISBN 83-87873-26-8.